# Фогельман, Лазарь
Лазарь Фогельман (Элиэзер Фейгельман, англ. Lazar Fogelman; 21 мая или 27 мая 1891, Несвиж, Минская губерния, Российская империя — 13 сентября 1970, Миннеаполис, США) — американский журналист на идише, издатель.

## Биография
Родился в семье меламеда Симхи Фейгельмана и Адель Саккер. Получил традиционное еврейское религиозное образование. Учился в Императорском варшавском университете и в Психоневрологическом институте в Петербурге.
В 1921 эмигрировал в США. По приезде работал в качестве сотрудника газеты «Цайт», затем в «Дер Тог». Работал в редакции известного журнала на идише «Jewish Daily Forward» (с 1962 по 1968 — главный редактор). Также в 1939-41 — редактор периодического издания «Цукунфт». В 1934-35 — президент Союза еврейских писателей (Jewish Writers Union).
Активно участвовал в работе Еврейского культурного конгресса, а также Еврейского рабочего комитета

## Произведения
- Paul Axelrod (1928);
- Booker T. Washington (1930);
- Workmen’s Circle Short History (1931).

### Семья
- Сын — Эдвин Фогельман (англ. Edwin Fogelman).